# Heroes of Might and Magic II
Heroes of Might and Magic II ist ein rundenbasiertes Strategiespiel für Windows, das von dem US-amerikanischen Unternehmen New World Computing entwickelt und von The 3DO Company am 1. Oktober 1996 veröffentlicht wurde. Das Spiel ist der zweite Teil der Spieleserie Heroes of Might and Magic. 1997 erschien die Erweiterung The Price of Loyalty. 1998 veröffentlichte 3DO außerdem die Gold-Edition, die das Hauptspiel sowie die Erweiterung als Bundle erhielt.

## Handlung
Nachdem Morglin Eisenfaust Enroth im ersten Teil der Serie geeint hat, streiten sich nach seinem Tod seine beiden Söhne um die Thronfolge. Eigentlich soll der königliche Seher seinen Nachfolger bestimmen, doch Archibald lässt ihn und seine Nachfolger ermorden und beschuldigt seinen Bruder Roland der Tat, der daraufhin fliehen muss. Anschließend krönt sich Archibald selbst zum König. Roland und seine Anhänger beginnen nun einen Bürgerkrieg, um ihn zu stürzen.
Ähnlich wie schon im ersten Teil muss sich der Spieler entscheiden, ob er in der Kampagne Roland oder Archibald zum Sieg führt; für den Weiterverlauf der Handlung in den folgenden Spielen wird aber immer von einem Sieg Rolands ausgegangen.

## Änderungen gegenüber dem ersten Teil
Alle Heldenklassen und Kreaturen aus dem ersten Teil wurden mit nur wenigen Veränderungen übernommen. Hinzugefügt wurden die Heldenklassen Totenbeschwörer und Hexer mit jeweils eigenen Stadttypen und Kreaturen: Während ein Totenbeschwörer verschiedene Untote wie Zombies und Vampire führt, kommandiert ein Hexer beispielsweise Magier und Riesen. Allerdings erlauben manche Stadttypen es, die Kreaturen und die sie produzierenden Gebäude aufzurüsten. Z. B. kann ein Hexer Magier zu Erzmagiern aufrüsten lassen.
Ferner können alle Helden mit steigender Erfahrung zusätzlich zu ihren Primärfähigkeiten bis zu acht verschiedene Sekundärfähigkeiten in drei Stufen erlernen. Logistik etwa ermöglicht es einem Helden, auf der Landkarte pro Zug weiter zu reisen.
Die zwei Kampagnen, in denen man wahlweise Roland oder Archibald zum Sieg führt, sind im Allgemeinen abwechslungsreicher als im Vorgänger; stellenweise muss der Spieler auch zwischen zwei unterschiedlichen Missionen wählen und erhält dann jeweils eine andere Belohnung. Auch die darüber hinaus mitgelieferten Einzelszenarien verfügen teilweise über unterschiedliche Siegbedingungen. Statt nur vier sind nun bis zu sechs Spieler pro Karte möglich, die in manchen Szenarien nun auch miteinander verbündet sein können. Ein Karteneditor wurde mit dem Spiel ebenfalls mitgeliefert.
Die verschiedenen Fraktionen wurden auf sechs erhöht:
- Knight: Menschliche Soldaten wie Bogenschützen, Pikeniere oder Paladine
- Wizard: Magische und mechanische Geschöpfe wie Magier, Golems und Titanen, aber auch Halblinge und Keiler
- Sorceress: Nordisch mythologische Wesen wie Elfen, Zwerge, Einhörner oder Phönixe
- Necromancer: Untote wie Skelette, Zombies, Mumien oder Lichs
- Warlock: Griechisch mythologische Bestien wie Zentauren, Minotauren oder Hydras
- Barbarian: Wilde Kreaturen wie Goblins, Orks, Trolle oder Zyklopen

## The Price of Loyalty
Ein Add-on zu Heroes II wurde 1997 unter dem Titel The Price of Loyalty veröffentlicht. Darin enthalten sind zwei längere und zwei kurze Kampagnen und neue Szenarien. Die in den Kampagnen präsentierten Geschichten haben keinerlei Verbindung zu der Handlung der anderen Spiele. Weiter bietet die Erweiterung einige neue Artefakte und Gebäude. Von Spielerseite wurde daran kritisiert, dass in den neuen Gebäuden nunmehr übermächtige Geister für die Armeen rekrutiert werden konnten, was in den betroffenen Szenarien die Spielbalance zerstörte. Außerdem wurde noch die Hintergrundmusik für jeden Stadttyp geändert, teilweise wurden dafür sogar neue Gesangsstücke verwendet.
Entwickelt wurde The Price of Loyalty nicht von New World Computing, sondern von den Cyberlore Studios. Das später veröffentlichte Heroes of Might and Magic II Gold bündelt das Hauptspiel mit der Erweiterung und einigen zusätzlichen, von Fans erstellten, Szenarien.

## Musik
Der Opern-Soundtrack zum Spiel stellt eine Besonderheit dar: So besteht die Musikuntermalung bei nahezu allen Fraktionen aus Themen mit Gesang, beispielsweise aus Strauss’ Also sprach Zarathustra und Brahms’ deutschem Requiem. Nicht zuletzt deswegen hat Heroes II in Fankreisen einen hohen nostalgischen Stellenwert. Da der Soundtrack jedoch auf Audio-Tracks einer Mixed-Mode-CD vorhanden war, ist bei vielen neueren Veröffentlichungen der Soundtrack nurmehr als MIDI-Version ohne Gesang vorhanden.

## Rezeption
Im Dezember 1996 berichtete PC Gamer, dass Heroes of Might and Magic II „im Einzelhandel besonders gut abschneidet, wobei jeder 3DO-Händler das Produkt nachbestellt“. 500.000 Exemplare wurden bis Oktober 1997 verkauft.
GameSpot vergab 8,2 von 10 möglichen Punkten, PC Gamer wertete das Spiel mit B+. Die britische Ausgabe des PC Gamer stufte das Spiel 1997 zu den besten 25 Spielen des Jahres ein.
Mit fheroes2 existiert eine freie Software, welche die Heroes-II-Engine nachbildet, wodurch man das Spiel auf neuerer Hardware spielen kann.